# Грејсвил (Флорида)
Грејсвил (енгл. Graceville) град је у америчкој савезној држави Флорида. По попису становништва из 2010. у њему је живело 2.278 становника.

## Демографија
Према попису становништва из 2010. у граду је живело 2.278 становника, што је 124 (5,2%) становника мање него 2000. године.
| Група             | 2000.         | 2010.         |
| Белци             | 1.745 (72,6%) | 1.572 (69,0%) |
| Афроамериканци    | 574 (23,9%)   | 553 (24,3%)   |
| Азијати           | 4 (0,2%)      | 4 (0,2%)      |
| Хиспаноамериканци | 35 (1,5%)     | 95 (4,2%)     |
| Укупно            | 2.402         | 2.278         |